# Југословенска самостална демократска странка
Југословенска самостална демократска странка (ЈСДС) бивша је политичка странка у Хрватској. Основана је 11. фебруара 1990. године у Војнићу.
ЈСДС је заступала Хрвате, Србе и националне мањине у Хрватској и Југославији под претпоставком да је југословенство и даље општеприхваћено. Разлог образовања странка био је то што су распадом Савеза комуниста Југославије (СКЈ) настале националне странке и ЈСДС је за циљ имала преузимање улоге СКЈ.
Програмом ЈСДС је за циљ одрађен повратак међународно арбитраже у Југославију и заговарање идеје братства и јединства. Нарочито су истицана права и равноправност Срба у Хрватској. Залагала се за употребу хрватскосрпског или српскохрватског језика и равноправну употребу латинице и ћирилице.
Програмом странке Југославија је требала бити уређена као федеративна, социјалистичка и демократска држава, док су се страначка правна и политичка обиљежја темељила на одлукама АВНОЈ-а, ЗАВНОХ-а и ЗАВНОБИХ-а. Прихватала је плурализам, вишестраначје, основна људска права и тржишну привреду.
Као и Српска демократска странка, залагала за преуређење административне подјеле СР Хрватске, јер ставу ЈСДС тадашња административна подјела није ишла у прилог Србима. Такође се залагала за јачу политичку, културну и привредну интеграција регија унутар Југославије и на крају интеграцију са осталим европским државама.
Угасила се убрзо по распаду Југославије и избијању рата.